# Vera Cruz do Oeste
Vera Cruz do Oeste est une ville brésilienne de l'État du Paraná.
Sa population était de 8 973 habitants en 2010.